# محمد بن علي الشنقيطي
محمد بن علي الشنقيطي (31 ديسمبر 1970 -) هو فقيه إسلامي موريتاني.

## حياته ونشأته
محمد بن علي بن محمد المختار الشنقيطي
بدأ تعليمه في الكتاتيب القرآنية حيث حفظ القرآن الكريم مع أهم المتون المختصرة في فنون العلم المعروفة على عادة أهل بلاد شنقيط من عام 1975 إلى 1983م.
- دخل في التعليم النظامي الأساسي وجمع معه التعليم الأصلي في أهم المدارس المعروفة (بالمحاضر) وأكمل المراحل الدراسية الأساسية وحصل على الثانوية العامة في الآداب العربية والإسلامية في عام 1987 م.
- انتظم بالمعهد العالي للدراسات والبحوث الإسلامية طالباً في عام 1987 م، وانتسب طالباً بكلية القانون بجامعة نواكشوط عام 1987 م في نفس الوقت.
- حصل على منحة دراسية من الجامعة الإسلامية بالمدينة المنورة عام 1990 م، وسجل في كلية الشريعة حيث تخرج منها بشهادة البكالوريوس في الفقه وأصوله عام 1994 م.[3]
- حصل على الدبلوم العام في التربية والتعليم من كلية الدعوة من عام 1992 م إلى عام 1994 م.

## مسيرته
- يعتبر من أحد أكابر مفسري الأحلام في العصر الحديث.
- عمل في شئون الحرمين موظفاً في قسم شئون المصاحف بالمسجد النبوي.[4]
- عمل في مجال المكتبات والمخطوطات باحث ومسئول في كل من مكتبة الحرم المدني ومكتبة الجامعة الإسلامية بالمدينة المنورة ودار عالم الكتب بالرياض.
- عمل في مجال التربية والتعليم مدرساً في المراحل الأساسية (ابتدائي ومتوسط وثانوي) لكل من المدينة وجدة ومكة والرياض.
- عمل مدرساً متعاوناً في كلية البنات بالرياض.
- عمل في مجال الاستشارات الشرعية والقانونية لدى الأمير تركي بن سعود آل سعود بمدينة الرياض.[5]
- كما عمل مستشاراً شرعي لدى مجموعة بغلف الظافر القابضة بجدة
- عمل عضوا في هيئة التدريس بفرع جامعة أم درمان السودانية بجدة.
- عمل عضوا في هيئة التدريس بمعهـد الكتاب والسنـة بجـدة.

### الأنشطة الدعوية والإعلامية
- شارك في العديد من الأنشطة العلمية والدعوية والإعلامية داخل المملكة وخارجها من أهمها دروس ومحاضرات وخطب جمعة في كل من السعودية وقطر والإمارات والكويت واليمن ومصر والمغرب والجزائر وموريتانيا والسودان والسنغال وبنين والتوغو... وغيرها.
- أقام عدد دروس أسبوعية وشهرية في كل من الرياض ومكة والمدينة المنورة وجدة والطائف والقصيم والجبيل والإحساء.
- تعاون مع وزارات الأوقاف في كل من المملكة العربية السعودية والإمارات العربية المتحدة وقطر والمغرب والجزائر وموريتانيا والسودان والسنغال وغيرها.

كما ألقى في عدد من الجهات الحكومية (المدنية والعسكرية).
- شارك في العديد من القنوات الفضائية والإذاعات المحلية والخارجية منها: القناة السعودية الأولى، القناة السعودية الإخبارية، القناة القطرية، وقناة الشارقة، وقناة رأس الخيمة، والقناة السودانية، وLBC، وMBC، والمجد، ودليل، واقرأ، والرسالة، والخليجية، والناس، وقناة أهل القرآن، وقناة أنا التابعة لشبكة إسلام أون لاين، وطيبة، والحكمة، والرحمة، والحافظ، ومكة، وصفا، والفجر، والبدر، والصحة والجمال، وديوان العرب، والساحة، وأوطان... وغيرها. ومن الإذاعات إذاعة القرآن الكريم، والبرنامج الثاني من جدة، وإذاعة المدينة المنورة، وإذاعة نداء الإسلام، وإذاعة قطر، وإذاعة السودان ،و إذاعة بنين وغيرها.
- شارك في عدد من الصحف والمجلات ومنها صحيفة عكاظ جريدة المدينة الرياضية الرياض الجزيرة صحيفة البيان القطرية صحيفة الرأي العام الإماراتية مجلة الحرس الوطني مجلة المجتمع الكويتية وغيرها.

### البرامج التلفزيونية
قـدم مجموعـة برامج ومن أهمهـا :
- برنامج منـازل السائريـن بمجموع 26 حلقة.
- قصص الانبياء بمجموع 60 حلقـة.
- المرأة في القرآن الكريم.
- الرحمة في الكتاب والسنة.
- إضاءات قرآنيـة.
- برنامج الأرقام في القرآن الكريم
- التفسير المفصل
- وقفات من أحسن القصص